# رودني واتسون
رودني واتسون (بالإنجليزية: Rodney Watson)‏ هو مدرب كرة سلة أمريكي، ولد في 18 يوليو 1960 في باريس في الولايات المتحدة.